# Rothmaleria
Rothmaleria là một chi thực vật có hoa trong họ Cúc (Asteraceae).

## Loài
Chi Rothmaleria gồm các loài: